# Sint-Antoniuskapel (Koningslust)

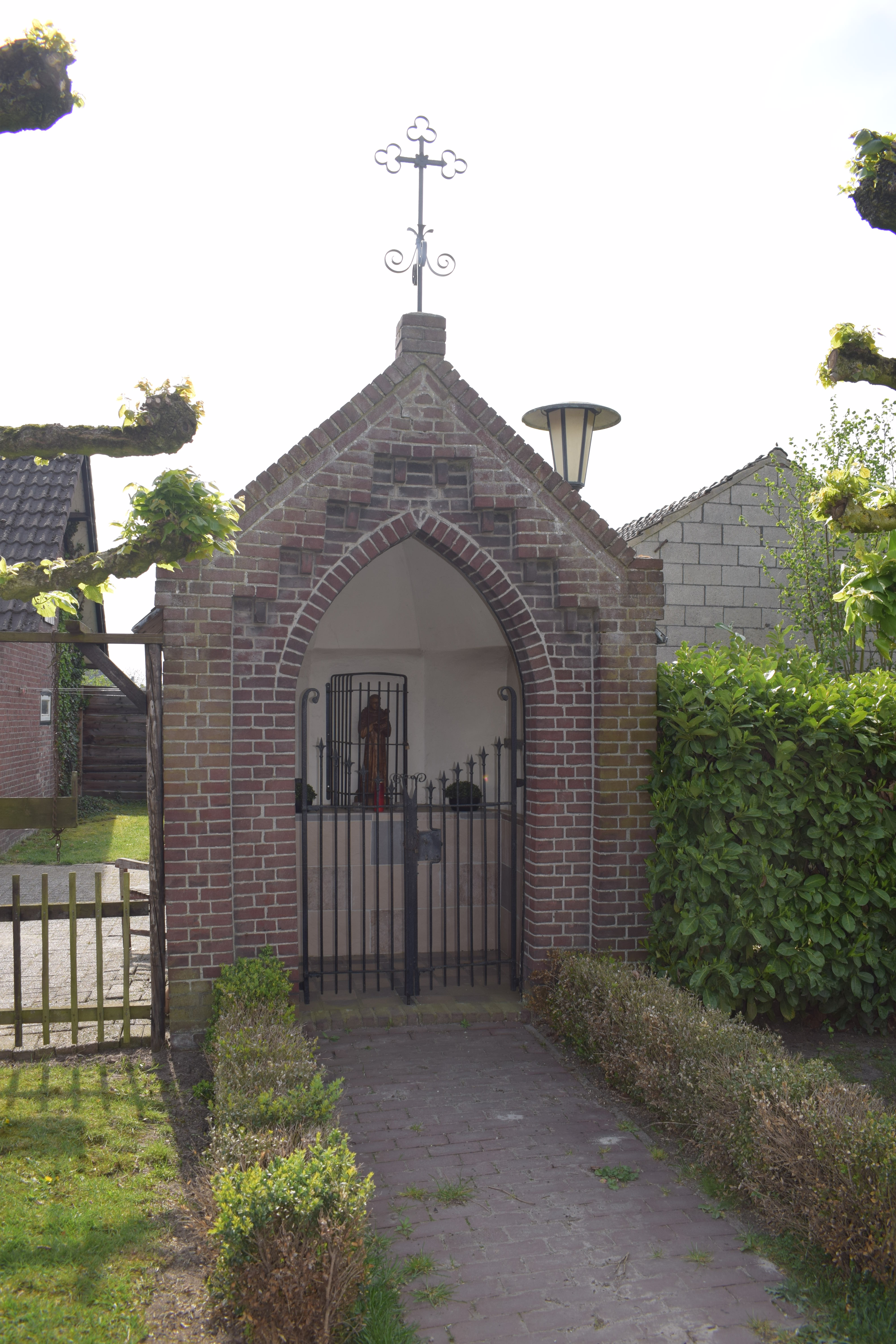
De Sint-Antoniuskapel

De Sint-Antoniuskapel is een kapel in Koningslust in de Nederlandse gemeente Peel en Maas. De kapel staat bij de De Koningstraat 51 in het noordoosten van het dorp.
Op ongeveer 250 meter naar het zuidoosten staat de Mariakapel en op ongeveer 600 meter naar het zuidwesten staat de Sint-Leonarduskapel.
De kapel is opgedragen aan de heilige Antonius van Padua.

## Geschiedenis
In 1795 werd er hier door de familie De Koning een ongeveer 100 hectare groot landgoed gekocht. In 1849 werd er hier door pastoor Leonardus de Koning een klooster gesticht en gingen de kloosterlingen het landgoed onderhouden.
In 1910 werd de kapel op het landgoed gebouwd door het Rectoraat Koningslust.

## Gebouw
De in roodbruine bakstenen opgetrokken kapel heeft een driezijdige koorsluiting en wordt gedekt door een zadeldak van leien. In de zijgevels is een spitsboogvenster aangebracht en op de hoeken van de frontgevel bevinden zich steunberen. De frontgevel is een puntgevel met schouderstukken en op de top een bakstenen kolommen met daarop een metalen kruis. In deze gevel is een trapgevelvormige uitsparing aangebracht met daarin de spitsboogvormige toegang tot de kapel die wordt afgesloten met halfhoog zwart geschilderd hek.
Van binnen is de kapel wit gestuukt. Het altaar is tegen de achterwand geplaatst en wit gepleisterd met hierop een blad van gemetselde tegels. Op dit altaar is een metalen kooi geplaatst met daarin het Antoniusbeeldje. Het beeldje toont de heilige Antonius van Padua in een lange pij met op zijn linkerarm het Christuskind.